# محارة جناحية فنزويلية
محارة جناحية فنزويلية (الاسم العلمي:Pteria venezuelensis) هي نوع من الحيوانات تتبع جنس المحارة الجناحية من فصيلة المحارات الجناحية.